# Nuova Gente
Nuova Gente (in russo Новые люди?, Novye ljudi) è un partito russo di orientamento comunitario e liberale.
È stato accusato di essere un progetto sponsorizzato dal Cremlino con l'obiettivo di sottrarre voti all'opposizione liberale di Aleksej Naval'nyj. Leader del partito è Aleksej Nečaev.

## Risultati elettorali
| Elezione          | Voti      | %    | Seggi    | Posizione   |
| ----------------- | --------- | ---- | -------- | ----------- |
| Parlamentari 2021 | 2.996.595 | 5,32 | 13 / 450 | Opposizione |

| Elezione           | Elezione | Candidato          | Voti      | %    | Esito         |
| ------------------ | -------- | ------------------ | --------- | ---- | ------------- |
| Presidenziali 2024 | I turno  | Vladislav Davankov | 3.362.484 | 3,90 | ❌ Non eletto |